# جوبیلی یاقوت کبود الیزابت دوم
جوبیلی یاقوت کبود الیزابت دوم (انگلیسی: Sapphire Jubilee of Elizabeth II) مصادف با ۶ فوریه ۲۰۱۷ مناسبتی برای بزرگداشت شصت و پنجمین سالگرد سلطنت الیزابت دوم بود. الیزابت دوم تنها ملکه یا پادشاه تاریخ بریتانیا است که جوبیلی یاقوت کبود خود را جشن گرفته‌است. بر خلاف جوبیلی‌های نقره‌ای، طلایی و الماسی، برای این جوبیلی جشن‌های گسترده‌ای برگزار نشد.